# 羽衣草
羽衣草（学名：Alchemilla japonica）是蔷薇科羽衣草属的植物。分布于日本以及中国大陆的陕西、内蒙古、甘肃、四川、青海、新疆等地，生长于海拔2,500米至3,500米的地区，多生于高山草原，目前尚未由人工引种栽培。

## 别名
斗蓬草（种子植物名称）